# إزالة الضغط (فيزياء)
يُشير مصطلح إزالة الضغط في الفيزياء إلى خفض الضغط أو الانضغاط وإلى حد ما نتائج تخفيض الضغط.
يوجد لإزالة الضغط عواقب أكثر وضوحًا عند تطبيقها على الغازات أو السوائل التي تحتوي على الغازات الذائبة.